# Síntesis del éster acetoacético
La síntesis del éster acetoacético es una reacción química donde el acetoacetato de etilo es alquilado en carbono α de ambos grupos carbonilo y luego es convertido en una cetona, o más específicamente, en una acetona sustituida en α. Esto es muy similar a la síntesis malónica.

## Mecanismo
Una base fuerte deprotona al carbono α dicarbonílico. Este átomo de carbono es preferido al carbono metílico debido a que el enolato formado es un sistema conjugado, y en consecuencia está estabilizado por resonancia. El átomo de carbono sufre luego una sustitución nucleofílica. Cuando se caliente con ácido acuoso, el nuevo éster alquilado es hidrolizado a un β-cetoácido, que se decarboxila para formar una metilcetona.